# Байка (станция)
Байка — железнодорожная станция 5 класса Юго-Восточной железной дороги на двухпутной электрифицированной (переменный ток 25 кВ) линии Ртищево-1 — Кривозёровка. Находится в населённом пункте  Байка Ртищевском районе Саратовской области Октябрьского муниципального образования.

## География
Соседние остановочные пункты: 607679 130 км и 607838 Колдобаш.

## Деятельность
На станции осуществляются осуществляются пригородные пассажирские перевозки на Пензу, Ардым и Ртищево.
Выполняются операции: по посадке и высадке пассажиров на (из) поезда пригородного и местного сообщения, продажа пассажирских билетов.

## Инфраструктура
Вокзал постройки конца XIX века,  боковая и две островные низкие пассажирские платформы.

## История
В 1894 году была проложена железнодорожная линия Ртищево — Пенза Рязано-Уральской железной дороги, тогда же возникла железнодорожная станцияу. Название станция получила от села Байка, в 12 км, ныне входящим в состав Пензенской области. По станции назван пристанционный посёлок.